# Дзвінкий ясенно-твердопіднебінний африкат
Дзвінкий ясенно-твердопіднебінний африкат — приголосний звук, що існує в деяких мовах. У Міжнародному фонетичному алфавіті записується як ⟨d͡ʑ⟩ (раніше — ⟨ʥ⟩. М'який шиплячий приголосний, африкат. В українській мові цей звук передається на письмі диграфом дж. Найм'якший у ряду шиплячих африкатів /d͡ʑ/—/d͡ʒ/—/ɖ͡ʐ/.
Деякі науковці використовують символ дзвінкого заясенного африката /d͡ʒ/ або його палаталізований варіант /d͡ʒʲ/ для позначення /d͡ʑ/.

## Назва
- Дзвінка альвеоло-палатальна африката
- Дзвінкий альвеоло-палатальний африкат (англ. Voiced alveolo-palatal affricate)
- Дзвінкий альвеоло-палатальний африкат-сибілянт (англ. Voiced alveolo-palatal sibilant affricate)
- Дзвінкий альвеоло-палатальний зімкнено-щілинний приголосний
- Дзвінка ясенно-твердопіднебіна африката
- Дзвінкий ясенно-твердопіднебінний африкат
- Дзвінкий ясенно-твердопіднебінний зімкнено-щілинний приголосний

## Властивості
Властивості дзвінкого ясенно-твердопіднебінного африката:
- Тип фонації — дзвінка, тобто голосові зв'язки вібрують від час вимови.
- Спосіб творення — сибілянтний африкат, тобто спочатку повітряний потік повністю перекривається, а потім скеровується по жолобку на спинці язика за місцем творення на гострий кінець зубів, що спричиняє високочастотну турбулентність.
- Місце творення — ясенно-твердопіднебінне, тобто він артикулюється передньою частиною язика за ясенним бугорком, а середня частина язика піднімається до твердого піднебіння.
- Це ротовий приголосний, тобто повітря виходить крізь рот.
- Це центральний приголосний, тобто повітря проходить над центральною частиною язика, а не по боках.
- Механізм передачі повітря — егресивний легеневий, тобто під час артикуляції повітря виштовхується крізь голосовий тракт з легенів, а не з гортані, чи з рота.

## Приклади
| Мова                     | Мова                     | Слово         | МФА         | Значення | Примітки                                                          |
| ------------------------ | ------------------------ | ------------- | ----------- | -------- | ----------------------------------------------------------------- |
| каталанська              | каталанська              | metge         | [ˈmedd͡ʑə]   | доктор   | Див. каталанська фонетика                                         |
| китайська (Тайвань)      | китайська (Тайвань)      | 日 / ji̍t      | [d͡ʑit̚˧ʔ]    | сонце    |                                                                   |
| корейська                | корейська                | 감자 / gamja  | [kɐmd͡ʑɐ]    | картопля | Див. корейська фонетика                                           |
| польська                 | польська                 | dźwięk        | [d͡ʑvʲɛŋk]   | звук     | Див. польська фонетика                                            |
| португальська (Бразилія) | португальська (Бразилія) | tadjique      | [taˈdʑikʲi̥] | таджик   | Алофон /d/ перед /i, ĩ/. Див. португальська фонетика              |
| російська                | російська                | дочь бы       | [ˈd̪o̞d͡ʑ bɨ]  | дочка б  | Алофон /t͡ɕ/ перед дзвінкими приголосними. Див. російська фонетика |
| румунська (Банат)        | румунська (Банат)        | des           | [d͡ʑes]      | частий   | Див. румунська фонетика                                           |
| сербська                 | сербська                 | ђаво          | [d͡ʑâ̠ʋo̞ː]    | диявол   | Алофон /d͡ʒ/. Див. сербська фонетика                               |
| японська                 | японська                 | 知人 / chijin | [t͡ɕid͡ʑĩɴ]   | знайомий | Див. японська фонетика                                            |